# Golubac (općina)
Golubac (općina) (ćirilično: Општина Голубац) je općina u Braničevskom okrugu u Središnjoj Srbiji. Središte općine je naselje Golubac.

## Zemljopis
Po podacima iz 2004. općina zauzima površinu od 368 km² (od čega je poljoprivrednik površina 15.083 ha, i šumskih 16.554 ha).

## Stanovništvo
Prema popisu stanovništva iz 2002. godine u općini živi 9.913 stanovnika, raspoređenih u 24 naselja .

### Naselja
| - Golubac - Barič, - Bikinje, - Braničevo, - Brnjica, - Vinci, - Vojilovo, - Dvorište, - Dobra, - Donja Kruševica, - Dušmanić, | - Žitkovica, - Klenje, - Krivača, - Kudreš, - Maleševo, - Miljević, - Mrčkovac, - Ponikve, - Radoševac, | - Sladinac, - Snegotin, - Usije - Šuvajić. |

Po podacima iz 2004. prirodni priraštaj je iznosio -11,2 ‰, a broj zaposlenih u općini iznosi 1.220 ljudi. U općini se nalazi 17 osnovnih škola s 828 učenika i nema srednjih škola.